# Палланцено
Палланцено (італ. Pallanzeno, п'єм. Palanzen) — муніципалітет в Італії, у регіоні П'ємонт, провінція Вербано-Кузіо-Оссола.
Палланцено розташоване на відстані близько 580 км на північний захід від Рима, 120 км на північ від Турина, 25 км на північний захід від Вербанії.
Населення — 1146 осіб (2014).
Щорічний фестиваль відбувається 29 червня. Покровитель — святий Петро.

## Демографія
Населення за роками:

Станом на 1 січня 2023 року в муніципалітеті офіційно проживали 34 іноземці з 12 країн, серед них 13 громадян країн Євросоюзу та 9 громадян України.

## Сусідні муніципалітети
- Беура-Кардецца
- Каласка-Кастільйоне
- П'єдімулера
- Боргомеццавалле
- Вілладоссола
- Вогонья